# Comte de Lautréamont

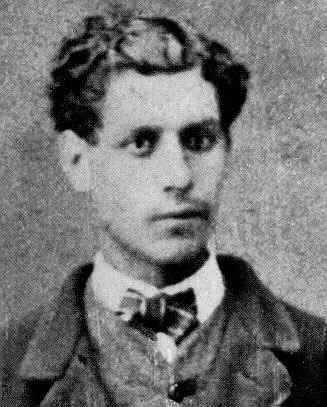
Angebliches Porträt von Lautréamont

Lautréamont, auch Comte de Lautréamont, Pseudonym für Isidore Lucien Ducasse (* 4. April 1846 in Montevideo, Uruguay; † 24. November 1870 in Paris), war ein französischer Dichter, dessen zwei einzige Werke, Die Gesänge des Maldoror und Poésies, auf die Literatur der Moderne und namentlich auf den Surrealismus großen Einfluss ausübten.

## Leben
Lautréamonts Leben und die genauen Umstände seines Todes lagen jahrzehntelang im Dunklen. Außer der Geburts- und Sterbeurkunde und sechs Briefen war nichts über ihn bekannt. Mittlerweile sind einige Daten und Marginalien recherchiert, 1977 wurde sogar eine Fotografie von ihm gefunden, 1980 hat man einen siebten Brief an Victor Hugo entdeckt. Dennoch gehört seine Biographie zu den großen Unbekannten der Literaturgeschichte.
Über sein Leben ist nicht viel mehr bekannt, als dass er 1846 in Montevideo geboren wurde, später in Paris lebte und mit 24 Jahren in einem Hotel verstarb. Im Jahr 1868 übergab er einem Verleger das Manuskript seiner Chants de Maldoror („Die Gesänge des Maldoror“), der das Buch, kaum dass es gedruckt war, jedoch wieder aus dem Handel zog. Es erschien erst 1874, vier Jahre nach Lautréamonts Tod.
Das Pseudonym Lautréamont, das Ducasse 1869 aus Vorsicht vor der Zensur im Zweiten Kaiserreich in Frankreich für die Herausgabe seiner Dichtung wählte, ist Eugène Sues „Latréaumont“ entnommen, einem populären Schauerroman von 1837 mit einem blasphemischen Anti-Helden. Lautréamont paraphrasierte den Titel wahrscheinlich als l’autre Amon (der andere Amon – der Engel des Bösen). Nach anderer Deutung steht es für „die andere Seite des Flusses“ (l’autre Amont).

### Jugend

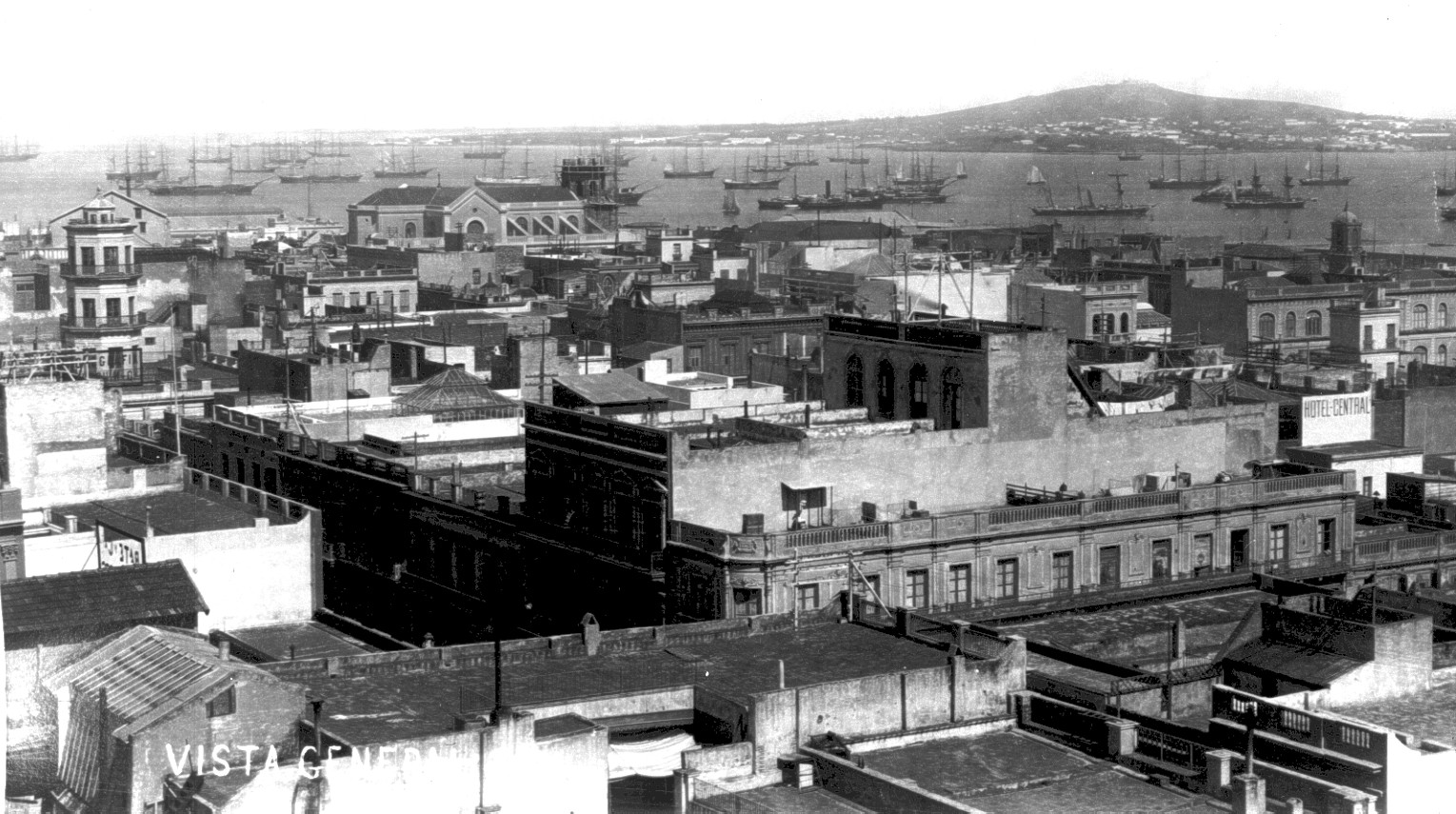
Blick über Montevideo auf den Cerro de Montevideo, 1865

Isidore Lucien Ducasse wurde am 4. April 1846 als Sohn des französischen Konsulatsbeamten François Ducasse und seiner Frau Jacquette-Celestine Davezac in Montevideo (Uruguay) geboren. Über Isidores Kindheit ist so gut wie nichts bekannt, außer dass er am 16. November 1847 in der Kathedrale von Montevideo getauft wurde und dass kurz darauf seine Mutter starb, wahrscheinlich infolge einer Epidemie. Als Kleinkind erlebte er die achtjährige Belagerung Montevideos während des uruguayischen Bürgerkriegs und wurde von dieser Ausnahmesituation möglicherweise nachhaltig geprägt. Ob er später Alexandre Dumas’ des Älteren Kurzgeschichte Montevideo, ou une nouvelle Troie (1850), die besagten Konflikt als eine Auseinandersetzung zwischen der Inkarnation des Bösen (Argentinien) und jener des Guten (Uruguay) beschreibt, zur Kenntnis nahm und sich gar davon literarisch beeinflussen ließ, ist nicht bekannt.
Der Junge wuchs dreisprachig auf, beherrschte Französisch, Spanisch und Englisch, was ihm später die entsprechende Lektüre ermöglichte. Mit dreizehn Jahren wurde Isidore im Oktober 1859 von seinem Vater ins Gymnasium nach Frankreich geschickt, wo er am Imperial Lycée in Tarbes (Hautes-Pyrénées) in französischer Erziehung und Technik geschult werden sollte. Dort schaffte er das Pensum zweier Jahre in einem und besuchte anschließend ab 1863 das Lycée Louis-Barthou in Pau (Aquitaine). Er belegte 1863/64 die Klassen Rhetorik und Philosophie (Unter- und Oberprima) und tat sich in Arithmetik und Zeichnen hervor, aber auch bereits durch Extravaganz in Denken und Stil. Er las Edgar Allan Poe, verschlang Percy Bysshe Shelley und besonders George Gordon Byron, aber auch Adam Mickiewicz, John Milton, Robert Southey, Alfred de Musset, Charles Baudelaire. Im Unterricht faszinierten ihn Jean Racine und Pierre Corneille, vor allem aber die Szene der Blendung in Sophokles’ „König Ödipus“. Für einen Aufsatz, den er nach den Erinnerungen seines Mitschülers Paul Lespès dazu nutzte, „durch die zügellose Verwendung von Adjektiven und eine Anhäufung schrecklicher Todesbilder seine offensichtliche Verrücktheit zu zeigen“, wurde er von seinem Lehrer Gustave Hinstin in den Arrest gesteckt, was den jungen Isidore sehr getroffen haben soll. Nach dem Schulabschluss lebte er in Tarbes, wo er eine enge Freundschaft mit Georges Dazet, dem Sohn seines Vormunds, schloss. Er las viel und entschloss sich, Schriftsteller zu werden.

### Jahre in Paris
Nach einem kurzen Aufenthalt bei seinem Vater in Montevideo ließ sich Ducasse Ende 1867 in Paris nieder und studierte an der École polytechnique, gab dieses Vorhaben aber bereits ein Jahr später wieder auf. Er wohnte im 2. Arrondissement, im Viertel der Intellektuellen und großen Boulevards, in einem Hotel in der Rue Notre-Dame-des-Victoires Nr. 23 und arbeitete intensiv am ersten Gesang eines Prosagedichtes, das er wohl schon vor seiner Überfahrt begonnen und während der Ozeanreise fortgesetzt hatte. Die anhaltenden Zuwendungen des Vaters erlaubten es ihm, dem gesellschaftlichen Treiben von Paris fernzubleiben und sich ganz seiner Leidenschaft, dem Schreiben, zu widmen. Er war häufiger Gast in den nahegelegenen Bibliotheken, als Anregung dienten ihm die Dichtungen der schwarzen Romantik, aber auch naturwissenschaftliche Werke und Enzyklopädien, aus denen er teilweise wörtlich zitierte.
Der Verleger Léon Genonceaux beschreibt ihn als „großen, dunklen, jungen Mann, bartlos, unruhig, ordentlich und fleißig“ und berichtet, Ducasse habe „nur des Nachts an seinem Klavier“ geschrieben, „wo er laut deklamierte, wild in die Tasten schlug und zu den Klängen immer neue Verse heraus hämmerte“.
Im Herbst 1868 publizierte Ducasse auf eigene Kosten und anonym den ersten Gesang der „Gesänge des Maldoror“ (Les Chants de Maldoror, Chant premier, par ***), einen kühnen, alle Tabus brechenden Cantus über den Schmerz und die Grausamkeit, der zugleich aber ein beispielloser Text voll Schönheit, Größe und Erhabenheit ist. Das Buch schreckt auch vor Schilderungen extremster Gewaltphantasien nicht zurück; derart erstaunliche Phänomene des Bösen sind darin aufgeführt, dass es als eines der radikalsten Werke der abendländischen Literatur gilt.
Am 10. November 1868 schickte Isidore Ducasse einen Brief an den Dichter Victor Hugo, dem er zwei Exemplare des ersten Gesanges beilegte und in dem er diesen um ein Empfehlungsschreiben für die weitere Veröffentlichung bat. Eine Neuausgabe des ersten Gesanges erschien Ende Januar 1869 in Bordeaux in der Anthologie „Parfums de l’Ame“. Dafür verwendete Isidore Ducasse erstmals sein Pseudonym „Comte de Lautréamont“.
Die Gesamtausgabe der insgesamt sechs Gesänge sollte im Spätsommer 1869 bei Albert Lacroix in Brüssel erscheinen, der auch der Verleger Eugène Sues war. Die Ausgabe lag bereits vollständig gedruckt vor, als Lacroix aus Angst vor der Zensur die Auslieferung an die Buchhändler verweigerte. Den Grund sah Ducasse in der Tatsache, „dass das Leben darin in zu herben Farben gemalt ist“ (Brief an den Bankier Darasse vom 12. März 1870).
Ducasse bat den Verleger Auguste Poulet-Malassis, der 1857 Baudelaires Blumen des Bösen herausgegeben hatte, dringend, an die Literaturkritiker Rezensions-Exemplare zu schicken, da sie allein „den Anfang einer Publikation beurteilen, die ihr Ende sicher erst später sehen wird, wenn ich das meine gesehen habe“. Er versuchte, seine Position zu erklären, und bot für kommende Auflagen sogar an, einige „zu starke Stellen“ zu streichen:
„Ich habe das Böse besungen, wie Mickiewicz, Byron, Milton, Southey, A. de Musset, Baudelaire und andere es getan haben. Natürlich habe ich die Register ein wenig übertrieben gezogen, um etwas Neues im Sinne einer erhabenen Literatur zu erschaffen, die die Verzweiflung nur besingt, um den Leser zu bedrücken und ihn dadurch das Gute als Heilmittel wünschen zu lassen. Infolgedessen ist es immer das Gute, das man besingt, nur ist die Methode eine philosophischere und weniger naiv als die der alten Schule. (…) Ist dies das Böse? Nein, gewiss nicht.“ (Brief vom 23. Oktober 1869)
Poulet-Malassis erwähnte das Buch im gleichen Monat in einer Literaturzeitschrift, sonst nahm so gut wie niemand davon Notiz. Lediglich im Bulletin du Bibliophile et du Bibliothécaire wurde im Mai 1870 lapidar bemerkt, „das Buch werde wohl einen Platz unter den bibliographischen Kuriositäten finden“.

### Früher Tod

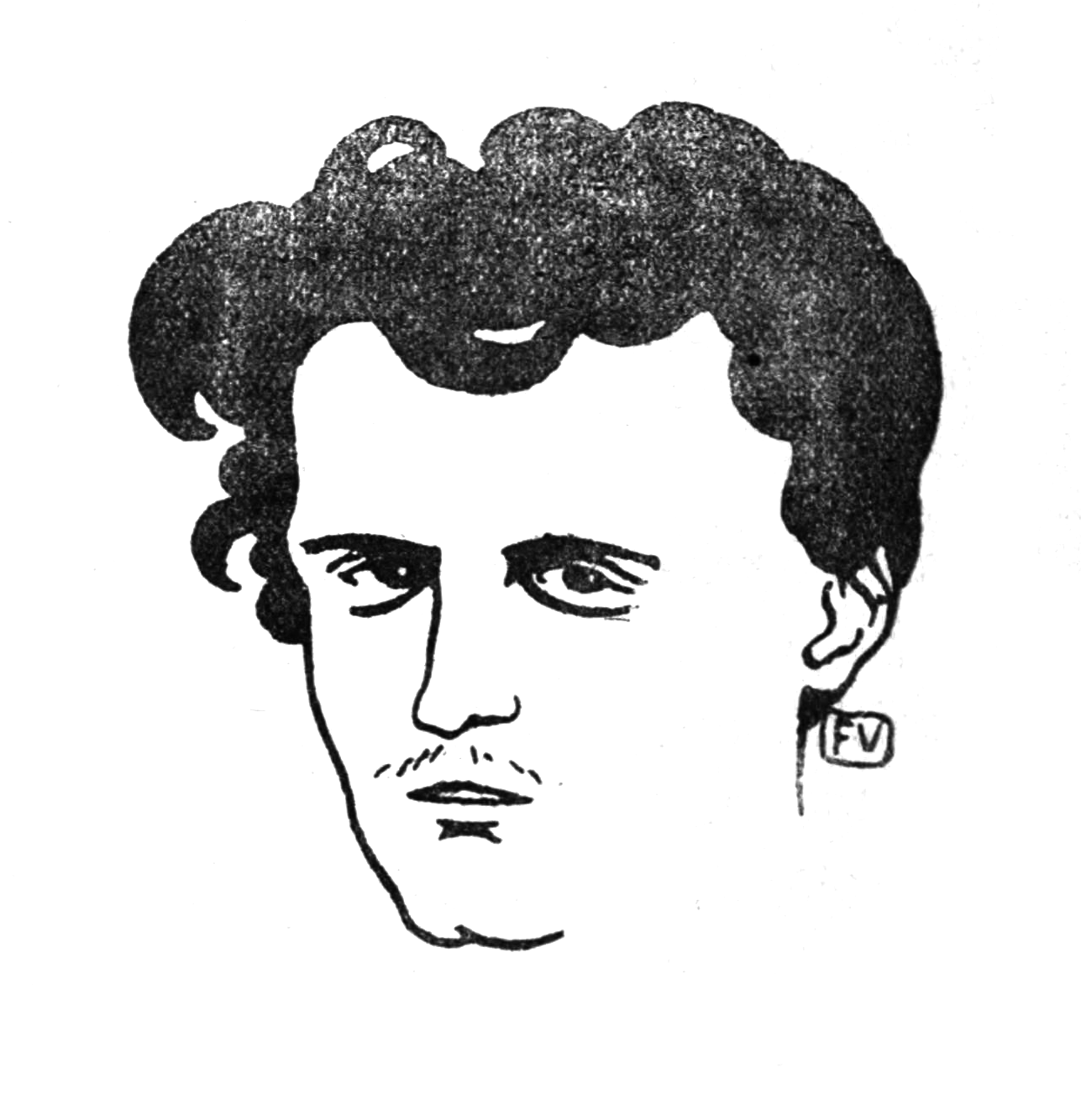
Lautréamont – „imaginäres“ Porträt von Félix Vallotton

Seit dem Frühjahr 1869 hatte Ducasse häufig die Wohnung gewechselt. Von der Rue du Faubourg-Montmartre 3 im 9. Arrondissement zog er in die Rue Vivienne 15, danach kehrte er zurück in die Rue du Faubourg-Montmartre und mietete sich in der Nr. 7 in einem Hotel ein. Während er immer noch auf die Auslieferung der „Gesänge“ wartete, arbeitete er an einem neuen Text, einer Ergänzung seiner „Phänomenologie des Bösen“, in der er das Gute besingen wollte. Die beiden Werke sollten ein Ganzes bilden, eine Dialektik von Gut und Böse. Das Werk blieb jedoch Fragment.
Im April und Juni 1870 veröffentlichte Ducasse in zwei kleinen Broschüren, den Poésies I und II, das Vorwort zu diesen geplanten „Gesängen des Guten“, in denen er die beiden Teile seines Werkes mit den Begriffen „Philosophie“ und „Poésie“ unterschied und unter der Prämisse, dass der Ausgangspunkt des Kampfes gegen das Böse die Umkehr sei, verkündete:
„Ich ersetze die Schwermut durch den Mut, den Zweifel durch die Gewissheit, die Verzweiflung durch die Hoffnung, die Bosheit durch das Gute, die Klagen durch die Pflicht, die Skepsis durch den Glauben, die Sophismen durch kühlen Gleichmut und den Hochmut durch die Bescheidenheit“.
Gleichzeitig griff er Texte berühmter Autoren auf, kehrte ihren Sinn um, korrigierte und plagiierte sie sogar ausdrücklich: „Das Plagiat ist notwendig. Es ist im Fortschritt inbegriffen. Es geht dem Satz eines Autors zu Leibe, bedient sich seiner Ausdrücke, streicht eine falsche Idee, ersetzt sie durch die richtige Idee.“ Darunter befanden sich vor allem die Pensées von Blaise Pascal und die Maximen La Rochefoucaulds, aber auch das Werk von La Bruyère und Vauvenargues, Dante, Kant und La Fontaine und sogar „Verbesserungen“ seiner eigenen „Gesänge“. Die Heftchen aphoristischer Prosa hatten „keinen Preis“, jeder Subskribent konnte entscheiden, welche Summe er dafür bezahlen wollte.
Am 19. Juli 1870 erklärte Napoléon III. Preußen den Krieg, nach der Gefangennahme Napoleons begann am 19. September die Belagerung von Paris, eine Situation, die Lautréamont schon aus seiner Kindheit in Montevideo kannte. Während der Belagerung verschlechterten sich die Lebensbedingungen rapide, Ducasse erkrankte laut Auskunft seines Hoteliers an einem „bösartigen Fieber“.
Lautréamont starb mit 24 Jahren am 24. November 1870 um acht Uhr morgens in seinem Hotel. Auf seiner Sterbeurkunde stand neben den Lebensdaten: „keine weiteren Auskünfte“. Da man im belagerten Paris Seuchen fürchtete, wurde Ducasse noch am nächsten Tag nach einem Gottesdienst in der Notre-Dame-de-Lorette in einem provisorischen Grab auf dem Cimetière du Nord beigesetzt. Im Januar 1871 wurde sein Leichnam umgebettet.

## Die Gesänge des Maldoror

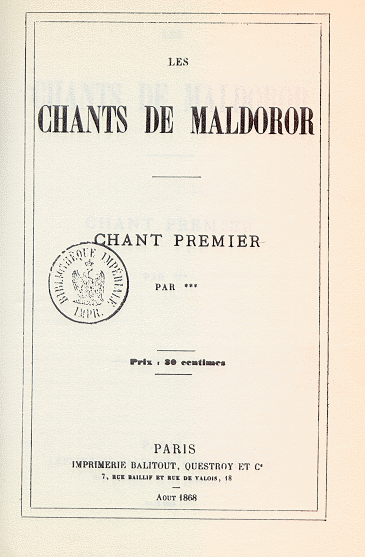
Anonyme Erstausgabe des 1. Gesanges der „Gesänge des Maldoror“ (Paris 1868)

Lautréamonts Dichtung besteht aus sechs Gesängen, die in insgesamt sechzig Strophen unterteilt sind. In ihr schuf Lautréamont eine Bilderwelt infernalischer Grausamkeit, die alle literarischen Konventionen des 19. Jahrhunderts sprengte.
Maldoror, Held und Ich-Figur, ist die Inkarnation des Bösen schlechthin. Als „Sonne des Bösen“ (Aurore du Mal = Maldoror) führt er in verschiedenen Masken und Metamorphosen eine Schlacht gegen die menschliche Kreatur und Gott. Sein Ziel ist es, diese in ihrer Schlechtigkeit zu übertreffen.
Lautréamont hält sich an keine erzähltechnischen Regeln und praktiziert die ersten Beispiele der automatischen Schreibweise. Berühmt geworden ist jene Stelle, in der Lautréamont mittels einer scheinbar absurden Metapher, die später von den Surrealisten aufgegriffen wurde, die Schönheit eines Jünglings beschreibt: „Er ist schön wie das zufällige Zusammentreffen einer Nähmaschine und eines Regenschirms auf einem Seziertisch!“ (6/3)

## Wirkungsgeschichte
Wie Charles Baudelaire und Arthur Rimbaud war Lautréamont ein wichtiger Vorläufer des Surrealismus und wird oft dessen „Großvater“ genannt. Er gilt als Begründer der Poesie des Unbewussten, der Assoziation und Halluzination, der automatischen Schreibweise, der Poesie, die alle Grenzen überschreitet. Er berührt Satanismus, Revolte und Sprachalchimie, die an Gérard de Nerval und Baudelaire, an der Nachtseite der Romantik und am roman noir orientiert sind. Lautréamonts Themen sind mit denen des Marquis de Sade und viel später mit A Clockwork Orange von Anthony Burgess verglichen worden.
Zu Lebzeiten hat Lautréamont außer einer kurzen Besprechung des ersten Gesanges durch Alfred Sircos in der Zeitschrift La Jeunesse und einer Erwähnung durch Auguste Poulet-Malassis, den Verleger Baudelaires, nach dem Erscheinen der sechs Gesänge nicht die geringste Beachtung gefunden. Der Autor hatte noch verschiedenen Änderungen zugestimmt, um die Zensur zu umgehen und eine Herausgabe des kompletten Werkes zu ermöglichen, sein früher Tod verhinderte jedoch diesen Kompromiss. Ducasse erlebte das Erscheinen nicht mehr.
Bevor die Gesamtausgabe von 1869, die der Verleger Lacroix nie an die Buchläden ausgeliefert hatte, eingestampft werden konnte, kaufte der Brüsseler Buchhändler Jean-Baptiste Rozez 1874 den gesamten Lagerbestand und veröffentlichte „Die Gesänge des Maldoror“ mit einem neuen Einband versehen noch im gleichen Jahr, vier Jahre nach Lautréamonts Tod. Die Resonanz war auch diesmal gleich null. 1890 wurden die „Gesänge“ neu herausgegeben. Der Verleger Léon Genonceaux ließ in seinem Vorwort Recherchen über Lautréamonts Leben einfließen, um der These über die Verrücktheit des Autors entgegenzutreten. 1891 entdeckte der französische Symbolist Rémy de Gourmont diese Neuausgabe und wurde zu ihrem ersten Fürsprecher. Danach geriet Lautréamont wieder in Vergessenheit.
Lautréamonts Werk überlebte nur durch einen Glücksfall und wurde auch nur durch Zufall der Nachwelt überliefert. Während des Ersten Weltkriegs entdeckte der Schriftsteller Philippe Soupault in der mathematischen Abteilung einer kleinen Buchhandlung in der Nähe des Pariser Lazaretts auf der Rive Gauche, in dem er 1917 untergebracht war, zufällig eine Ausgabe der „Gesänge des Maldoror“. Damit begann der Siegeszug Lautréamonts. Denn durch diesen Zufall offenbarte sich Lautréamont den Surrealisten, sie machten ihn schnell zu ihrem Propheten. Als einer der poètes maudits (der – von der Gesellschaft – verfluchten Dichter) wurde er neben Baudelaire und Rimbaud ins surrealistische Pantheon aufgenommen. André Gide sah es als bedeutendstes Verdienst von Aragon, Breton und Soupault an, „die literarische und ultraliterarische Bedeutung des erstaunlichen Lautréamont erkannt und verkündet“ zu haben. Für Gide war Lautréamont – mehr noch als Rimbaud – „der Schleusenmeister der Literatur von morgen“.
1920 nahm Man Ray jene berühmt gewordene Stelle aus dem 6. Gesang als Ausgangspunkt für sein Werk The Enigma of Isidore Ducasse (Das Geheimnis des Isidore Ducasse), in der Lautréamont „das zufällige Zusammentreffen einer Nähmaschine und eines Regenschirms auf einem Seziertisch“ beschrieben hatte. „Die Gesänge des Maldoror“ inspirierten zahlreiche weitere bildende Künstler: Frans De Geetere, Salvador Dalí, Jacques Houplain und René Magritte illustrierten Gesamtausgaben, später auch Georg Baselitz. Einzelne Werke zu Lautréamont gibt es auch von Max Ernst, Victor Brauner, Óscar Domínguez, Espinoza, André Masson, Joan Miró, Roberto Matta, Wolfgang Paalen, Kurt Seligmann und Yves Tanguy. Amedeo Modigliani trug immer ein Exemplar der „Gesänge“ mit sich, die er laut auf dem Montparnasse zitierte. Félix Vallotton, Man Ray und Salvador Dalí fertigten „imaginäre“ Bildnisse Lautréamonts an, da von ihm kein Foto überliefert war.
Róbert Wittinger komponierte ein Maldoror-Requiem, für 8 Solisten, gemischten Chor, Erzähler und großes Orchester op. 42 (1984–86).

## Bibliographie

### Werke von Lautréamont
- Les Chants de Maldoror – Chant premier, par ***, Imprimerie Balitout, Questroy et Cie, Paris, August 1868 (1. Gesang, anonym veröffentlicht)
- Les Chants de Maldoror – Chant premier, par Comte de Lautréamont, in: „Parfums de l’Ame“ (Anthologie, herausgegeben von Evariste Carrance), Bordeaux 1869 (1. Gesang, unter dem Pseudonym Comte de Lautréamont veröffentlicht)
- Les Chants de Maldoror, A. Lacroix, Verboeckhoven et Cie, Brüssel 1869 (erste Gesamtausgabe, nicht ausgeliefert)
- Poésies I, Librairie Gabrie, Balitout, Questroy et Cie, Paris 1870
- Poésies II, Librairie Gabrie, Balitout, Questroy et Cie, Paris 1870
- Les Chants de Maldoror, Typ. De E. Wittmann, Paris und Brüssel 1874 (Gesamtausgabe von 1869, mit neuem Einband)
- Les Chants de Maldoror, Vorwort von Léon Genonceaux und mit einem Brief-Faksimile Lautréamonts, Ed. Léon Genonceaux, 1890 (Neuausgabe)
- Les Chants de Maldoror. Mit 65 Illustrationen von Frans De Geetere, Ed. Henri Blanchetièr, Paris 1927
- Les Chants de Maldoror. Mit 42 Illustrationen von Salvador Dalí; Albert Skira Editeur, Paris 1934
- Œuvres Complètes. Mit einem Vorwort von André Breton und Illustrationen von Victor Brauner, Oscar Dominguez, Max Ernst, Espinoza, René Magritte, André Masson, Joan Miró, Matta Echaunen, Wolfgang Paalen, Man Ray, Kurt Seligmann und Yves Tanguy, G.L.M. (Guy Levis Mano), Paris 1938
- Maldoror, mit 27 Illustrationen von Jacques Houplain, Societe de Francs-Bibliophiles, Paris 1947
- Les Chants de Maldoror. Mit 77 Illustrationen von René Magritte; Editions De „La Boetie“, Brüssel 1948
- Œuvres complètes. Fac-similés des éditions originales. La Table Ronde, Paris 1970 (Faksimiles der Originalausgaben)
- Œuvres complètes, nach der Ausgabe von 1938, mit den acht historischen Vorworten von Léon Genonceaux (Édition Genouceaux, Paris 1890), Rémy de Gourmont (Édition de la Sirène, Paris 1921), Edmond Jaloux (Edition Librairie José Corti, Paris, April 1938), Philippe Soupault (Edition Charlot, Paris, 1946) Julien Gracq (La Jeune Parque, Paris 1947), Roger Caillois (Edition Librairie José Corti 1947), Maurice Blanchot (Édition du Club Français du Livre, Paris 1949), Edition Librairie José Corti, Paris 1984

### Deutsche Übersetzungen
- Gesamtwerk. Deutsch von Ré Soupault (erste deutsche Ausgabe). Rothe, Heidelberg 1954
- Das Gesamtwerk. Die Gesänge des Maldoror; Dichtungen (Poesies); Briefe. Mit einem Nachwort von Ré Soupault und mit Marginalien von Albert Camus, André Gide, Henri Michaux, Julien Gracq, Henry Miller, E. R. Curtius, Wolfgang Koeppen u. a., Rowohlt, Reinbek 1963; Überarbeitete Neuausgabe, Rowohlt, Reinbek 1988 ISBN 3-498-03836-2
- Die Gesänge des Maldoror. Aus dem Französischen übersetzt und mit einer Studie über den Autor und sein Werk von Ré Soupault. Mit 20 Gouachen von Georg Baselitz. Im Anhang:  Der Traum als Konstruktionsprinzip bei Lautreamont und Carroll von Elisabeth Lenk, Rogner & Bernhard, München 1976; wieder Heyne TB, 1981(ohne Gouachen)
- Poesie. Vorwort von Guy Debord und Gil J. Wolman. Übersetzt von Pierre Gallissaires und Hanna Mittelstädt. Mit Abbildungen. Edition Nautilus, Hamburg 1979 ISBN 3-921523-38-9
- Werke. Die Gesänge des Maldoror, Dichtungen, Briefe. Übersetzung von Wolfgang Schmidt, Edition Sirene, Berlin 1985
- Das Gesamtwerk. Die Gesänge des Maldoror, Dichtungen (Poésies), Briefe. Aus dem Französischen und mit einem Nachwort von Ré Soupault, Rowohlt, Reinbek bei Hamburg 1988 ISBN 3-498-03836-2
- Die Gesänge des Maldoror (Übersetzung: Ré Soupault) Rowohlt Taschenbuch, Reinbek bei Hamburg 2004, ISBN 3-499-23547-1

### Sekundärliteratur
- Hans Rudolf Linder: Lautréamont, sein Werk und sein Weltbild. Dissertation Universität Basel, Buchdr. J. Weiss, Schweiz 1947
- Rainer Wölzl: Lautreamont, Die Gesänge des Maldoror. Mit einem Essay von Peter Gorsen. Picus, Wien 1992, ISBN 3-85452-121-9
- André Breton: Die verlorenen Schritte. Essays, Glossen, Manifeste. Aus dem Französischen und mit einem Nachwort von Holger Fock. Critica diabolis, Ed. Tiamat, Berlin 1989, ISBN 3-923118-96-1
- Antonin Artaud: Van Gogh, der Selbstmörder durch die Gesellschaft und Texte über Baudelaire, Coleridge, Lautreamont und Gérard de Nerval, Matthes & Seitz, München 1993, ISBN 3-88221-200-4
- Ulrich Berkes: Eine schlimme Liebe. Tagebuch über Leben und Werk des Dichters Isidore Ducasse, Aufbau, Berlin/Weimar 1987, ISBN 3-351-00342-0
- Das Geheimnis des unglaublichen Comte de Lautréamont, Texte zu Lautréamont von Aimé Césaire, René Daumal, Tristan Tzara, Giuseppe Ungaretti, Maurice Blanchot, Gaston Bachelard, André Breton, Antonin Artaud, Louis Aragon, Belindra, Francis Ponge, Philippe Sollers, Leon Pierre-Quint und Illustrationen von Salvador Dalí, René Magritte, Yves Tanguy, Max Ernst, Joan Miró, Oscar Dominguez, Man Ray, Victor Brauner, Kurt Seligmann, André Masson u. a., Edition Tiamat, 1986
- Louis Aragon: Lautréamont und wir. In: „Surrealismus in Paris 1919–1939“. Ein Lesebuch. Herausgegeben und mit einem Essay von Karlheinz Barck, Verlag Philipp Reclam jun., Leipzig 1986. (Der Aufsatz schildert die erste Lautréamont-Rezeption in den Jahren 1917/18)
- Anthologie des Schwarzen Humors. Hg. und Vorwort von André Breton (1939), Texte von Jonathan Swift, Marquis de Sade, Georg Christoph Lichtenberg, Charles Fourier, Thomas de Quincey, Pierre-Francois Lacenaire, Christian Dietrich Grabbe, Edgar Allan Poe, Charles Baudelaire, Lewis Carroll, Villiers de L’Isle-Adam, Charles Cros, Friedrich Nietzsche, Joris-Karl Huysmans, Lautréamont, Arthur Rimbaud, Alphonse Allais, O. Henry, J.M.Synge, André Gide, Francis Picabia, Guillaume Apollinaire, Pablo Picasso, Jakob van Hoddis, Hans Arp, Marcel Duchamp, Jacques Vaché, Alfred Jarry, Franz Kafka, Salvador Dalí, Jacques Prévert, Leonora Carrington u. a.; Rogner & Bernhard, München 1979. Die Erstausgabe erschien 1940, vier Tage vor dem Fall von Paris, und wurde von der Regierung Pétain verboten. Die nächsten Ausgaben erschienen 1945 und 1950 mit vermehrtem Inhalt.
- Le Cas Lautréamont, Sondernummer der Zeitschrift „Le Disque Vert“, mit einem Vorwort von André Gide und Texten von Philippe Soupault, Jules Supervielle, René Crevel, Henry Dommartin, Giuseppe Ungaretti, Edmond Jaloux, Albert Thibaudet, André Breton, Maurice Maeterlinck, Paul Valéry, Paul Éluard, Henri Michaux, Lucien Fabre, Jean Cocteau sowie Léon Bloy, Rémy de Gourmont, Jean Paulhan, André Malraux u. a., einer ersten Bibliographie und einer Illustration von Odilon-Jean Périer; René van den Berg, Paris/Brüssel 1925
- Philippe Soupault: Lautréamont. Etude, extraits, documents, bibliographie, Paris 1927; Neuauflage (Poètes d’aujourd'hui 6), Pierre Seghers, Paris 1946
- Maurice Blanchot: Lautréamont et Sade, Editions de Minuit, Paris 1949
- Louis Aragon: Lautréamont et nous, Les Lettres françaises, 1./8. Juni 1967. (Als selbständige Publikation 1992 bei Pin-Balma Sables veröffentlicht.)
- Edouard Peyrouzet: Vie de Lautreamont, Editions Bernard Grasset, Paris 1970, ISBN 0-03-735016-1
- Alex de Jonge: Nightmare Culture: Lautréamont and Les Chants de Maldoror, Secker & Warburg, 1973
- Gaston Bachelard: Lautreamont, Corti, Paris 1974
- Jeremy Reed: Isidore: A Novel about the Comte de Lautreamont, Peter Owen Limited 1991 (fiktionale Biographie)
- Louis Jarnover: Lautréamont et les chants mágnetiques, Sulliver, Arles 2002, ISBN 2-911199-79-0
- Wolfgang Koeppen: Die elenden Skribenten, Hrsg. Marcel Reich-Ranicki, Suhrkamp, Frankfurt a/M, 71–75, ISBN 3-518-37508-3
- Ruperto Long, No dejaré memorias. El enigma del Conde de Lautréamont (PDF; 354 kB), Aguilar, 2012, ISBN 978-9974-95-583-7